# 坎布里恩公園 (加利福尼亞州)
坎布里恩公園（英語：Cambrian Park）是位於美國加利福尼亞州聖塔克拉拉縣的一個人口普查指定地區。

## 歷史
坎布里恩公園在聖塔克拉拉縣中的位置相對偏僻，當時的地圖常以區域內的公立學校學區的邊界劃分地區。1860年代，當地有聯合小學（Union School）與坎布里恩小學（Cambrian School）兩所小學，後者由Jeremiah D. Casey農場一位出資建設小學的的工人大衛·路易斯（David Lewis）以自己家鄉威爾斯的拉丁文轉寫Cambrian命名。1950年代起，坎布里恩公園的名稱常被《聖荷西信使報》(San Jose Mercury）與《聖荷西新聞報》(San Jose News）（兩者後來合併為聖荷西信使報）用來描述該地區。

## 地理
坎布里恩公園的座標為37°15′20″N 121°55′44″W / 37.25556°N 121.92889°W，而該地最高點為海拔高度22米（即72英尺）。

## 人口
根據2010年美國人口普查的數據，坎布里恩公園的面積為1.544平方千米，均為陸地。當地共有人口3282人，而人口密度為每平方千米2,125人。